# 30536 Erondón
30536 Erondón è un asteroide della fascia principale. Scoperto nel 2001, presenta un'orbita caratterizzata da un semiasse maggiore pari a 2,7792734 au e da un'eccentricità di 0,1682768, inclinata di 7,99018° rispetto all'eclittica.